# Apuja l'aposta
Apuja l'aposta (títol original en anglès, Gutshot Straight) és una pel·lícula d'acció estatunidenca del 2014 dirigida per Justin Steele i protagonitzada per George Eads, AnnaLynne McCord, Stephen Lang, Steven Seagal, Tia Carrere, Vinnie Jones, Ted Levine i Fiona Dourif. La pel·lícula es va rodar a Las Vegas. S'ha doblat i subtitulat al català.